# Kézdimárkosfalva
Kézdimárkosfalva (románul Mărcușa, németül Markesdorf) falu Romániában Kovászna megyében. Közigazgatásilag Szentkatolnához tartozik.

## Fekvése
Kézdivásárhelytől 11 km-re délnyugatra, a Csernátoni-patak partja közelében fekszik. 1889-ben Mátisfalvát csatolták hozzá.

## Nevének eredete
Szent Márkról, templomának védőszentjéről kapta a nevét.

## Története
- 1332-ben Marci néven említik először. Református temploma 1875-ben épült a régi helyébe Szent Márk tiszteletére. 1910-ben 827 magyar lakosa volt. A trianoni békeszerződésig vármegye járásához tartozott. 1992-ben 624 lakosából 604 magyar, 19 cigány és 1 román volt.
- 1333-ban a neve Marci-villa alakban fordult elő. 1744-ben Háromszék itt tartotta közgyűlését.
- A kézdimárkosfalvi Sipos család története 1590-től
- Bodola család (zágoni)
- Lakosságának nagyobb része református, kisebb része római katolikus vallású.

## Híres személyek
- Itt született 1810-ben Barabás Miklós festőművész, márványszobra a falu közepén fekvő parkban áll,
- Itt született 1825-ben Bodola Lajos 48-as tüzér, vasúti mérnök, diplomata, gazdasági szakíró, valamint az ő fia, Bodola Lajos, az MTA tagja, a geodézia egyetemi tanára apja.
- Itt született 1860-ban Sipos László (1860-1886) tanító, tiszthelyettes, Herczeg Ferenccel párbajozott Versecen. A párbajban halálos sebet kapott, a helyszínen elvérzett.
- Itt született 1872-ben Sipos Gyula magyar királyi ezredes, később altábornagy, a Magyar Királyi 17. honvéd gyalogezred parancsnoka.
- Tamás Sándor facebook. Der Tapferkeit, azaz Vitézségért.  Emléktáblát avattak kézdimárkosfalvi Sipos Gyula ezredesnek Kézdimárkosfalván. A Magyar Királyi székesfehérvári 17. honvéd gyalogezred egykori parancsnoka innen, Háromszékről indult és tüntette ki magát az első világháború csataterein. Altábornagyként vonult nyugállományba, Székesfehérvár díszpolgáraként. Emlékezzünk katonahőseinkre! [2]